# Кембридж (Кентуккі)
Кембридж (англ. Cambridge) — місто (англ. city) в США, в окрузі Джефферсон штату Кентуккі. Населення — 162 особи (2020).

## Географія
Кембридж розташований за координатами 38°13′18″ пн. ш. 85°37′1″ зх. д. / 38.22167° пн. ш. 85.61694° зх. д. (38.221730, -85.616983).  За даними Бюро перепису населення США в 2010 році місто мало площу 0,14 км², уся площа — суходіл.

## Демографія
Згідно з переписом 2010 року, у місті мешкало 175 осіб у 82 домогосподарствах у складі 42 родин. Густота населення становила 1213 особи/км².  Було 93 помешкання (645/км²).
Расовий склад населення:
| - 96,0 % — білих - 2,3 % — азіатів - 0,6 % — корінних американців - 0,6 % — чорних або афроамериканців |

До двох чи більше рас належало 0,6 %. Частка іспаномовних становила 5,1 % від усіх жителів.
За віковим діапазоном населення розподілялося таким чином: 21,1 % — особи молодші 18 років, 56,6 % — особи у віці 18—64 років, 22,3 % — особи у віці 65 років та старші. Медіана віку мешканця становила 44,2 року. На 100 осіб жіночої статі у місті припадало 88,2 чоловіків;  на 100 жінок у віці від 18 років та старших — 89,0 чоловіків також старших 18 років.
Середній дохід на одне домашнє господарство  становив 56 870 доларів США (медіана — 51 250), а середній дохід на одну сім'ю — 57 532 долари (медіана — 48 750). За межею бідності перебувало 19,4 % осіб, у тому числі 32,6 % дітей у віці до 18 років та 12,9 % осіб у віці 65 років та старших.
Цивільне працевлаштоване населення становило 75 осіб. Основні галузі зайнятості: освіта, охорона здоров'я та соціальна допомога — 42,7 %, роздрібна торгівля — 10,7 %, мистецтво, розваги та відпочинок — 9,3 %.